# میبل پراید
میبل اسکات لودر پراید (انگلیسی: Mabel Scott Lauder Pryde) (۱۲ فوریه ۱۸۷۱ - ژوئیه ۱۹۱۸) هنرمند اسکاتلندی، همسر ویلیام نیکلسون نقاش و مادر هنرمندان بن نیکلسون، نانسی نیکلسون و کریستوفر 'کیت' نیکلسون معمار بود.

## زندگی
نانسی دختر دیوید پراید، مدیر کالج بانوان ادینبورگ ۱۸۷۰–۱۸۹۱، و باربارا لودر بود که پدرش، ویلیام، برادر رابرت اسکات لادر و جیمز اکفورد لادر، هنرمندان مشهور اسکاتلندی بود. میبل یک برادر هنرمند نیز به نام جیمز پراید داشت. در کودکی، آنها در فتس رو شماره ۱۰، در خانه‌ای رو به شمال در ادینبورگ زندگی می‌کردند.
پراید در مدرسهٔ هنر بوشی در هرتفوردشر زیر نظر هوبرت فون هرکومر آموزش دید. در این زمان او با ویلیام نیکلسون که او نیز دانش‌آموز بود، ملاقات کرد و آنها در سال ۱۸۹۳ با یکدیگر ازدواج کردند. او نیکلسون را به برادرش جیمز معرفی کرد و هر سه به ایت بلز، یک میخانه سابق در دنهام، در باکینگهامشر نقل مکان کردند.
پراید و نیکلسون چهار فرزند داشتند: بن (۱۸۹۴–۱۹۸۲)، آنتونی (۱۸۹۷–۱۹۱۸) که در جریان جنگ جهانی اول کشته شد، آنی مری "نانسی" (۱۸۹۹–۱۹۷۸) و کریستوفر "کیت" (۱۹۰۴–۱۹۴۸). آنها در سال ۱۹۰۹ به روتینگدین نقل مکان کردند. در ژوئیه ۱۹۱۸، پراید بر اثر آنفولانزا در بحبوحهٔ همه‌گیری آنفولانزای ۱۹۱۸ درگذشت.

## فعالیت هنری
آثار پراید با نام خانوادگی همسرش در چندین نمایش گروهی در لندن به نمایش گذاشته شد که در سال ۱۹۱۲ با نمایش انفرادی در گالری چنیل به اوج خود رسید. آثار او در مجموعه‌های موزه تیت، لندن و گالری‌های ملی اسکاتلند گنجانده شده‌است.

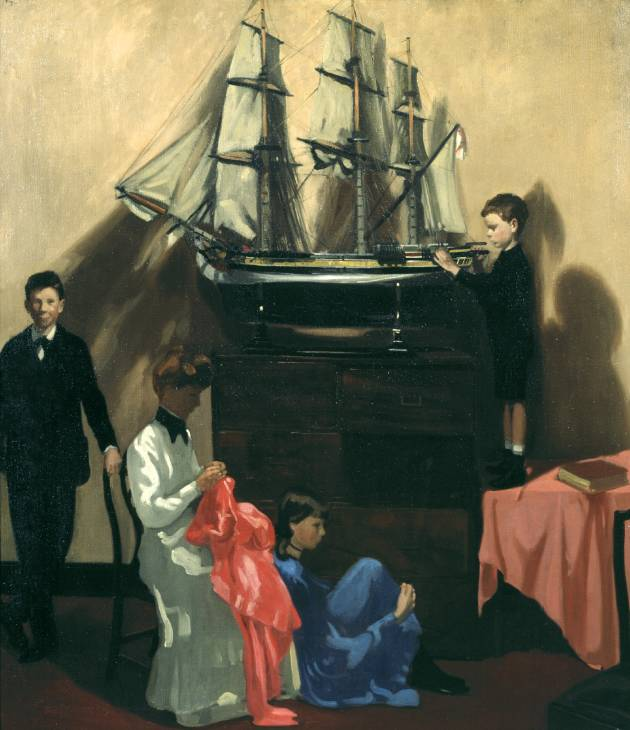
گروه خانواده، تیت
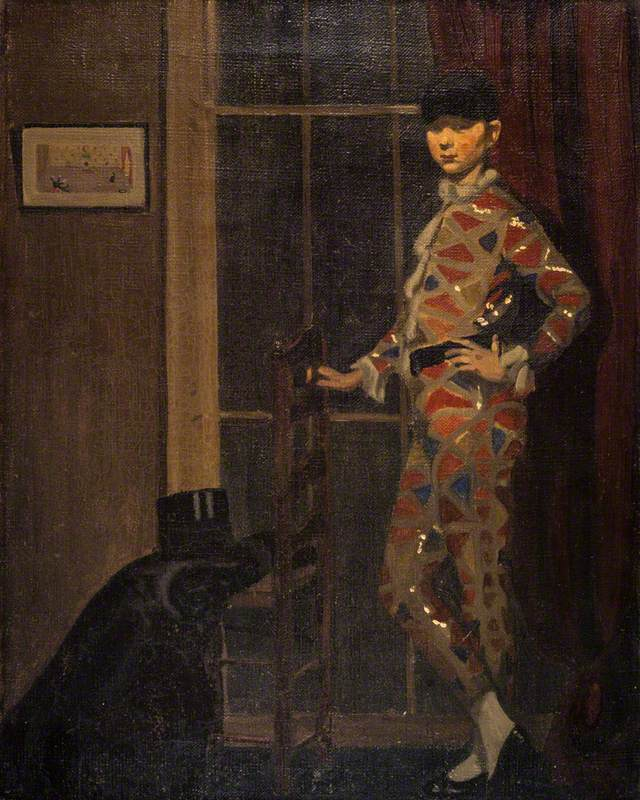
هارلکین با صندلی، گالری‌های ملی اسکاتلند
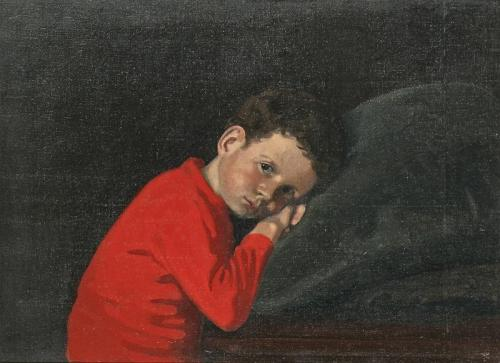
رد جرسی، گالری هنری آبردین